# 加加林區 (斯摩棱斯克州)

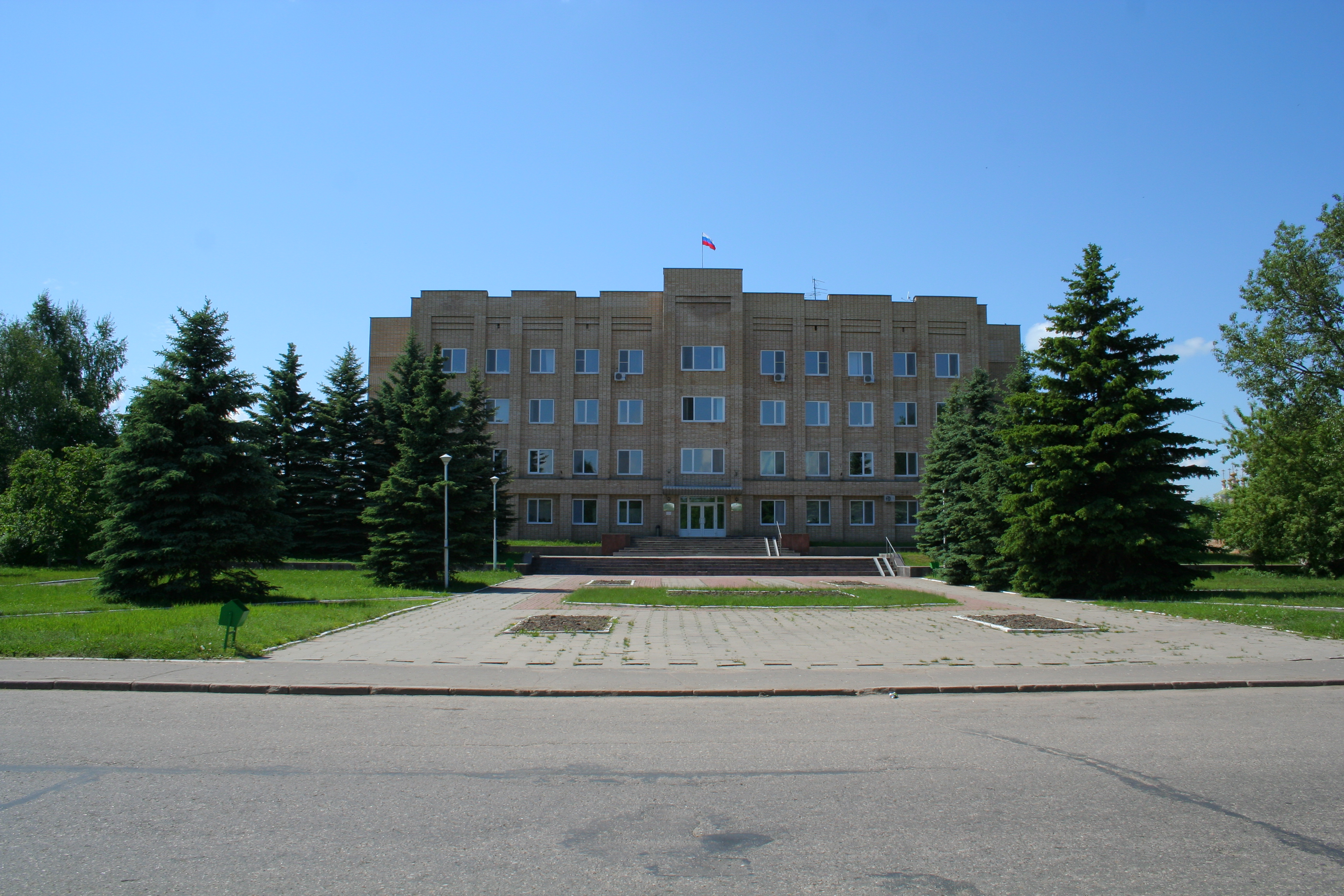

加加林區（俄語：Гага́ринский райо́н）是俄羅斯的一個區，位於該國西部，由斯摩棱斯克州負責管轄，面積2,904.59平方公里，2010年人口48,928，人口密度每平方公里16.85人。